# Rifugio Franco Chiarella all’Amianthe
Das  Rifugio Franco Chiarella all'Amianthe  (häufig auch nur Rifugio Chiarella) ist eine Schutzhütte im Aostatal in den Walliser Alpen. Sie liegt in einer Höhe von 2979 m s.l.m. im Seitental Valpelline  in der Gemarkung Amianthe innerhalb der Gemeinde Ollomont. Die Hütte wird von Anfang Juli bis Ende August bewirtschaftet und bietet in dieser Zeit 36 Bergsteigern Schlafplätze.
Von der Hütte, die deutlich über der kleinen Ebene Conca di By liegt, hat man einen schönen Blick auf den Mont Vélan, die Grivola, den Gran Paradiso, den Monte Emilius sowie die Punta Tersiva.

## Aufstieg
Der Aufstieg zur Hütte beginnt im Ortsteil Glassier (1560 m) ganz in der Nähe von Ollomont und führt über den mit der Nummer 4 ausgewiesenen Pfad zunächst nach Balme und dann zum 2167 m hoch gelegenen Lago di By. Dieser kleine See liegt in einer Conca di By genannten Senke, die fast eben erscheint.
Vom See steigt man langsam in Richtung der Alm La Tza de Commune an. Kurz danach wird das Gelände deutlich steiler. Ab einer Höhe von ungefähr 2900 m erreicht man den Klettersteig Via Ferrata de Rifugio Amianthe, der mit Stahlseilen und Ketten gesichert ist.

## Geschichte
Die Schutzhütte wurde erstmals im Jahr 1912 eingeweiht. Die heute bekannte Version der Hütte entstand im Jahr 1975. Benannt ist sie nach Franco Chiarella (gestorben 1908), einem aus Chiavari stammenden Maler.

## Tourenmöglichkeiten

### Übergänge
- Übergang zur Cabane de Valsorey (3030 m), Schweiz, über den Col d’Amiante (3308 m) und den Col du Sonadon (3504 m)
- Übergang zur Cabane du Vélan (2642 m), Schweiz
- Übergang zum Bivacco Biagio Musso (3664 m), Schweiz, über den Col d’Amiante und den Col du Sonadon
- Übergang zur Cabane de Chanrion (2642 m), Schweiz

### Gipfeltouren
Folgende Gipfel können von der Hütte erreicht werden:
- Grand Combin (4309 m) über den Gletscher Glacier du Mont Durand,  Schwierigkeitsgrad AD
- Grande Tête de By (3587 m) über den Col d'Amiante (3308 m) sowie den Glacier du Mont Durand, Schwierigkeitsgrad F
- Col Garrone (3256 m) sowie Glacier de By, Schwierigkeitsgrad 4 bis F
- Tête Blanche de By (3418 m), Schwierigkeitsgrad 4